# Amygdaleae
Amygdaleae es una tribu de plantas en la subfamilia Amygdaloideae perteneciente a la familia Rosaceae. El género tipo es: Amygdalus L.

## Géneros
- Amygdalopersica Daniel
- Amygdalophora M.Roem.
- Amygdalopsis M.Roem.
- Amygdalus L.
- Armeniaca Scop.
- Cerapadus Buia
- Ceraseidos Siebold & Zucc.
- Cerasus Mill.
- Emplectocladus Torr.
- Laurocerasus M.Roem., orth. var.
- Lauro-cerasus Duhamel
- Maddenia Hook.f. & Thomson
- Padellus Vassilcz.
- Padus Mill.
- Persica Mill.
- Prunus L.[2]